# Formosa (ville)
Pour les articles homonymes, voir Formosa.

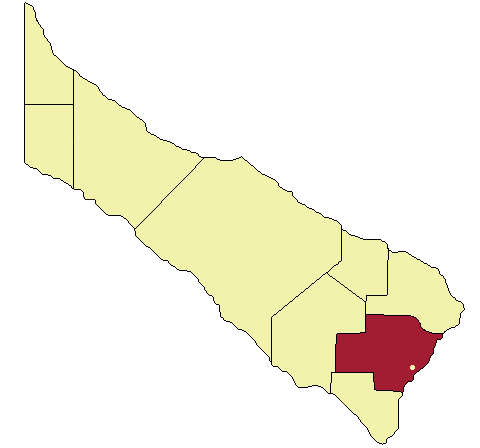
Carte de la province de Formosa, avec le département de Formosa coloré en rouge. Le point blanc représente la ville

Formosa est une ville d'Argentine et la capitale de la province de Formosa. Elle est située au sud-est de la province, sur le río Paraguay, à 939 km (1 200 km via la route nationale 11) de la capitale fédérale Buenos Aires. La ville comptait 222 226 habitants en 2010.
Formosa est le centre de l'industrie provinciale, qui traite les produits provenant des richesses naturelles de la région. Le port qui dessert le Paraguay vers le Rio Paraná est le principal moyen de transport pour faire circuler la production.

## Histoire

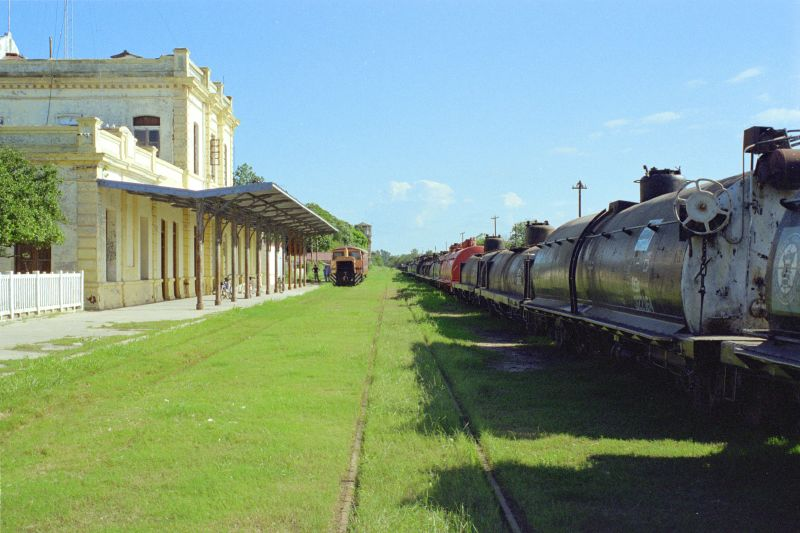
Une gare abandonnée à Formosa

La ville de Formosa fut fondée par un certain colonel Luis Jorge Fontana, le 8 avril 1879, sur les rives du Río Paraguay. On l'avait chargé de créer un noyau urbain qui servirait de base aux autorités locales. À cette époque l'Argentine était très sous-peuplée (elle ne comptait que 2,5 millions d'habitants) et le Territoire de Formosa était une marche frontière sauvage face au Paraguay, contre lequel une guerre très dure avait été récemment remportée, la Guerre de la Triple Alliance (1865-1870).
Le nom de la ville provient de l'espagnol archaïque fermosa (aujourd'hui hermosa) qui veut dire "magnifique".
Graham Greene fait mention de la ville dans la nouvelle "Voyage avec ma tante",traduit par George Belmont. Le titre original étant "Travel with my aunt" ecrit en 1969.

## Population
| 1895   | 1914   | 1928   | 1937    | 1947    |
| ------ | ------ | ------ | ------- | ------- |
| 1 500  | 9 100  | 10 000 | 18 500  | 16 500  |
| 1960   | 1970   | 1980   | 1991    | 2001    |
| 36 500 | 61 071 | 95 067 | 153 855 | 198 074 |